# 12673 Kiselman
12673 Kiselman este o planetă minoră (asteroid), cu un diametru de 7,837 km, din centura de asteroizi. A fost descoperită pe 16 martie 1980 la Observatorul La Silla de Claes-Ingvar Lagerkvist⁠(d). 
Obiectul prezintă o orbită caracterizată de o semiaxă mare de 3,015205 UAi, o excentricitate de 0,08, o înclinație de 8,58918 ° în raport cu ecliptica.